# سید کامل تقوی‌نژاد
سید کامل تقوی‌نژاد (زادهٔ ۱۳۴۳) سیاستمدار و مدیر اجرایی ایرانی است که از مرداد ۱۴۰۳ به‌عنوان دبیر هیئت دولت ایران فعالیت می‌کند.
وی پیش‌تر از تیر ۱۴۰۱ با حکم رئیس کل بانک مرکزی به عنوان رئیس هیئت سرپرستی مؤسسه اعتباری نور منصوب شد که این مؤسسه در آذر ۱۴۰۲ به بانک ملی ایران انتقال یافت و در آن ادغام شد. تقوی‌نژاد به‌عنوان معاون توسعه وزیر بهداشت، درمان و آموزش پزشکی و در دولت دهم و یازدهم و به عنوان رئیس سازمان امور مالیاتی کشور و مدیرعامل بانک سپه فعالیت کرده است.
تقوی‌نژاد در سال ۱۳۹۷ گزینه طیف نزدیک به غلامرضا تاجگردون و فراکسیون زاگرس‌نشینان برای وزارت تعاون، کار و رفاه اجتماعی بود؛ فراکسیونی که اکثریت استیضاح‌کنندگان علی ربیعی از این وزارت را تشکیل دادند.
وی پیش از این در سمت‌های اجرایی معاونت در وزارت‌خانه‌های امور اقتصادی و دارایی و وزارت تعاون در دولت خاتمی، رئیس سازمان برنامه و بودجه گیلان، مدیرکل در مجموعه وزارت کشور، وزارت جهاد سازندگی و سازمان ثبت احوال کشور، فعالیت کرده‌بود. وی همچنین در انتخابات مجلس از حوزه انتخابیه تهران نامزد شد که با کسب صد و شصت‌ و هفت‌ هزار رای و به عنوان نفر چهل‌وهفتم از ورود به مجلس‌هشتم بازماند.

## تحصیلات
وی دارای کارشناسی برنامه‌ریزی اجتماعی و فوق لیسانس مدیریت سیستم‌ها است. تقوی نژاد پیش از این کاندیدای لیست اصلاح‌طلبان انتخابات مجلس هشتم در سال ۱۳۸۶ در تهران بود که صد و هفتاد هزار رای کسب نمود. او عضو هیئت مدیرهٔ شرکت معدنی و صنعتی چادرملو و رئیس هیئت مدیرهٔ شرکت گروه سرمایه‌گذاری امید بوده است. تقوی نژاد مدت‌ها عضو حزب اعتماد ملی و رئیس دفتر اقتصادی آن بوده است.

## مدیرعامل بانک سپه
در سال ۱۳۹۳ انتخاب، تقوی نژاد را از جمله افراد دخیل در اختلاس ۳ هزار میلیارد تومانی دانست. در مهر ۱۳۹۳، تقوی نژاد به همراه دوست نزدیکش حمید پورمحمدی، معاون وقت سازمان برنامه و بودجه، از سایت انتخاب شکایت کردند که منجر به توقیف آن شد. پایگاه خبری ایران‌وایر در یادداشتی از مدیرمسئول سایت بازتاب امروز علی غزالی شکایت از خود را به انتقادات از مدیران اقتصادی مرتبط دانست.
به گزارش روزآنلاین مدیرعامل بانک سپه به حملات واکنش نشان داد و با بیان اینکه «بر سر منافع بانک با هیچ‌کس و هیچ گروهی معامله نمی‌کنم» اعلام کرد: «قسم خورده‌ام جایی که منافع بانک در میان است برای حفظ آن از هیچ کوشش و تلاشی فروگذار نکرده و بر سر این منافع باهیچ گروهی معامله نمی‌کنم و در مورد اخیر اجازه نمی‌دهیم حقی از کسی ضایع شود.»
 در جلسه ۲۳ آذر ۱۳۹۳ دادگاه مطبوعات مدیرمسئول سایت انتخاب (مصطفی فقیهی) با شکایت بانک سپه و به اتهام نشر اکاذیب به قصد تشویش اذهان عمومی مجرم شناخته شد و مستحق تخفیف دانسته نشد؛ ولی چند ماه بعد با پیگیری تقوی‌نژاد رفع فیلتر شد.

## ریاست بر سازمان امور مالیاتی
در تاریخ ۲۲ آذر ۱۳۹۴ با تأیید هیئت دولت، سید کامل تقوی‌نژاد - مدیرعامل بانک سپه - به ریاست سازمان امور مالیاتی کشور منصوب شد. طیب نیا، وزیر امور اقتصاد و دارایی در مراسم معارفهٔ رئیس کل جدید سازمان امور مالیاتی کشور، تقوی نژاد را از مدیران موفق و توانمند کشور در حوزهٔ اقتصادی عنوان کرد و اظهار داشت: با توجه به توانمندی و سابقه درخشان ایشان خصوصاً موفقیت‌های به‌دست آمده در بانک سپه مسئولیت جدید به وی داده‌شد.
توسعه ابزارهای تشویقی مختلفی برای شرکت‌های بورسی، راه اندازی سامانه الکترونیکی، تحقق درآمد مالیاتی و معافیت کامل صادرات از مالیات از جمله اقدامات سید کامل تقوی‌نژاد در سازمان امور مالیاتی می‌باشد.
وی اولویت اول این سازمان را اجرای کامل طرح جامع مالیاتی و زمان اجرایی شدن این طرح را بهمن ۹۵ اعلام کرد. وی در اولین نشست خبری خود سرکشی دولت به حساب‌های بانکی مردم را رد کرد و گفت: کارگروه‌های ویژه مالیاتی فقط حساب‌های بانکی افرادی را کنترل می‌کنند که توسط دستگاه‌های ذی‌ربط «مشکوک» اعلام شده باشد.
تقوی نژاد در خرداد ۱۳۹۵ با حکم گودرزی وزیر ورزش و جوانان به‌عنوان عضو هیئت مدیرهٔ جدید باشگاه استقلال معرفی شد که پس از چند روز با تأکید بر تعهدات کاری برای اجرایی شدن طرح جامع مالیاتی از هواداران تیم استقلال عذرخواهی کرد.

## معاونت توسعه مدیریت و منابع وزارت بهداشت، درمان و آموزش پزشکی
در تاریخ ۲۷ بهمن ۱۳۹۷ سعید نمکی، وزیر بهداشت، درمان و آموزش پزشکی در حکمی تقوی نژاد را به عنوان معاون توسعهٔ مدیریت و منابع و همچنین سرپرست معاونت برنامه‌ریزی راهبردی و هماهنگی وزارت بهداشت منصوب کرد.
وزیر بهداشت در معارفهٔ معاون توسعه گفت: «تقوی‌نژاد از مهره‌های کم‌نظیر جمهوری اسلامی ایران است و از وزیر اقتصاد خواستم او را که قرار بود به عنوان رئیس تأمین اجتماعی معرفی شود را زودتر به وزارت بهداشت منتقل کند و اولین تقاضای من از تقوی نژاد این بود که بداند سال آینده، دشوار است گرچه این کشور سختی‌های فراوانی را طی کرده اما یکی از سخت‌ترین سال‌ها از نظر اقتصادی را سال ۹۸ می‌دانیم.» 

## نامزد تصدی شهرداری تهران
در نود و نهمین جلسهٔ علنی شورای پنجم شهر تهران تقوی‌نژاد به‌عنوان نخستین نامزد از ۵ نامزد نهایی تصدی پست شهردار تهران پشت تریبون قرار گرفت و در تشریح برنامه‌هایش از مبارزه بی رحمانه خود با فساد تا ساخت و ساز به عنوان کلید رونق شهر تهران در شرایط تحریم گفت.
«من در هر کجا که تاکنون کار کرده‌ام مدیر خلق درآمد بوده‌ام نه مدیر هزینه، اعتقاد دارم شهر تهران گران اداره می‌شود و باید هزینه‌های آن کاهش پیدا کند.»
تقوی‌نژاد در برنامه خود برای شهرداری تهران گفت: تهران بیش از ۵۰ درصد سپرده‌های بانکی و ۵۰ درصد درآمدهای مالیاتی کشور را تأمین می‌کند؛ اما با این وجود بدهی‌های امروز شهرداری تهران، کلانشهر تهران را در آستانه بحران مالی قرار داده است. وجود ۶۸ هزار نفر پرسنل و همچنین ۵۰ هزار نفر به‌طور غیر مستقیم که از شهرداری تهران حقوق دریافت می‌کنند، به همراه بدهی‌ها و هزینه‌های نگه داشت شهر که با قیمت‌های جدید حدود ۳۰۰۰ میلیارد تومان است، تأمین مالی شهر را با مشکلات بسیاری مواجه کرده است.

## دولت چهاردهم
محمدرضا عارف، معاون اول رئیس‌جمهور، در ۲۲ مرداد ۱۴۰۳ تقوی‌نژاد را به عنوان دبیر هیئت دولت چهاردهم منصوب کرد.

## سوابق
- رئیس هیئت سرپرستی مؤسسه اعتباری نور
- معاونت توسعه مدیریت و منابع وزارت بهداشت، درمان و آموزش پزشکی
- معاون وزیر امور اقتصادی و دارایی
- معاون وزیر تعاون
- عضو هیئت مدیره بانک سپه
- رئیس هیئت مدیره و مدیر عامل بانک سپه
- رئیس سازمان برنامه و بودجه گیلان
- معاون سازمان برنامه و بودجه خوزستان
- مدیرکل برنامه‌ریزی و امور اقتصادی استانداری‌های کهگیلویه و بویر احمد و چهار محال بختیاری
- مدیرکل بودجه و تشکیلات سازمان ثبت احوال کشور
- مدیرکل حوزه سرپرستی سازمان امور عشایر ایران
- کارشناس اقتصادی-اجتماعی نخست‌وزیری
- معاون و مشاور شرکت بیمه دی
- مشاور شرکت بیمه آرمان
- قائم مقام شرکت معدنی و صنعتی چادرملو

### عضویت در مجامع و شوراها
- عضو کمیسیون شورای اقتصاد، شورای‌عالی صادرات، شورای عالی اشتغال، شورای‌عالی اصناف، شورای‌عالی تأمین اجتماعی، شورای‌عالی بانک‌ها، کمیسیون تخصصی اقتصاد دولت، کمسیون اجتماعی دولت، ستاد هماهنگی اقتصاد خارجی دولت، شورای‌عالی انفورماتیک بانک‌ها، شورای پول و اعتبار، هیئت انتظامی بانک‌ها.
- عضو کمیته عدالت اجتماعی و توانمندسازی بخش خصوصی و تعاونی برنامه چهارم
- دبیر شورای برنامه‌ریزی برنامه سوم توسعه استان گیلان